# Heilig Kreuz (Gonzenheim)

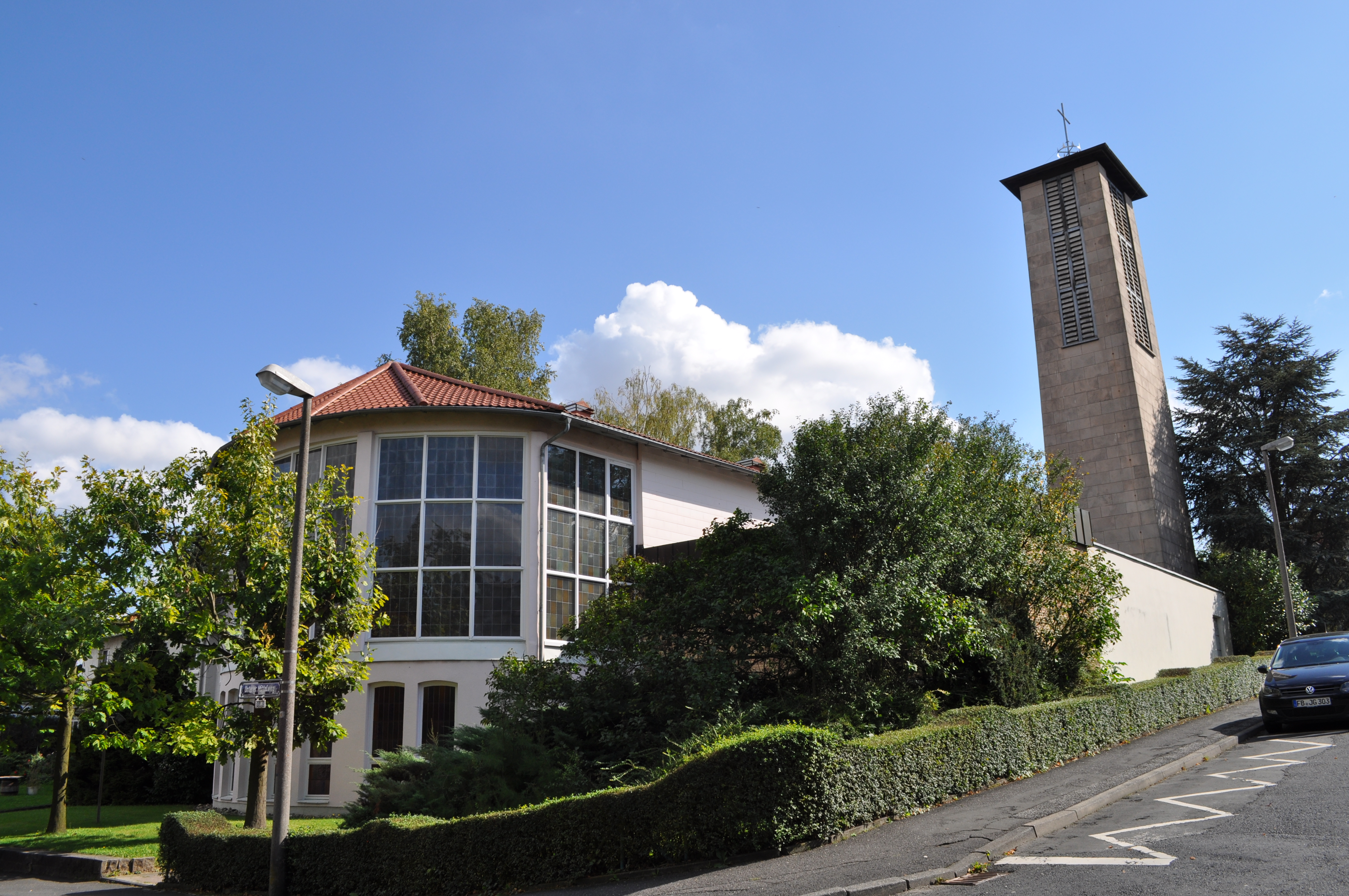
Heilig-Kreuz-Kirche

Die Heilig-Kreuz-Kirche ist ein römisch-katholischer Kirchbau in Gonzenheim, einem Stadtteil von Bad Homburg vor der Höhe im Hochtaunuskreis (Hessen). Eine Rarität stellt die Orgel des englischen Herstellers J. W. Walker aus dem Jahr 1867 dar, welche der Heilig-Kreuz-Gemeinde 1953 von der Stadt Bad Homburg geschenkt wurde.

## Geschichte
Im Mittelalter wurden Gonzenheims Christen durch den Pfarrer von Ober-Eschbach seelsorglich betreut. 1433 wird erstmals ein Gonzenheimer Pfarrer erwähnt. 1526 verpflichtete Philipp der Großmütige seine Untertanen auf die Reformation. Später gehörten die wenigen verbliebenen Gonzenheimer Katholiken zur Pfarrei St. Marien.
Nach dem Zweiten Weltkrieg führte der Zuzug vieler Geflüchteter und Vertriebener, meist aus dem Sudetenland, ins Stadtgebiet Bad Homburg dazu, dass die Anzahl der Katholiken wesentlich wuchs und die Pfarrkirche St. Marien zu klein wurde. Da viele der Neubürger ein neues Zuhause in Baugebieten der Gemarkung Gonzenheim fanden, wurde im Jahr 1951 der Kaplan Georg Schichtel beauftragt, für das seit 1944 bestehende Pfarrrektorat Gonzenheim eine Kirche zu bauen.
An Pfingsten 1952 erfolgte der erste Spatenstich. Am 13. Juni 1952 fand die Grundsteinlegung und am 16. August desselben Jahres das Richtfest statt. Am 20. September 1953 wurde die Kirche durch Weihbischof Walter Kampe geweiht und konsekriert.
Am 1. Juli 1963 wurde die Pfarrvikarie Gonzenheim zur selbstständigen Gemeinde erhoben. 1996 ging der zweite und aufgrund des Priestermangels vorerst letzte Pfarrer der Gemeinde in den Ruhestand. 2006 wurde die Heilig-Kreuz-Kirche darum wiederum in die Gemeinde St. Marien eingegliedert. Ebenso erhält der Kirchort seit 2006 keine Zuschüsse des Bistums Limburg mehr und wird vollständig durch den Förderverein Heilig Kreuz Bad Homburg e. V. finanziert.

## Architektur
Das Gebäude wurde errichtet unter der Leitung des Architekten Ferdinand Wagner, welcher u. a. für das „Haus zum goldenen Rad“ am Frankfurter Römerberg bekannt ist. Gemeinsam mit dessen Bruder, dem bildenden Künstler Hans Wagner, sowie dem Pfarrer Georg Schichtel wurde ein theologisch-künstlerisches Gesamtkonzept erarbeitet.
Architektonisch lässt sich die Kirche als eine Halle mit flacher Holzdecke und einem Halbrund von Glasfenstern als Chorabschluss beschreiben. An der Westseite wurde 1959/1960 ein zusätzliches Seitenschiff angebaut, das durch eine Glaswand von einer nach links angebauten Außenkapelle getrennt ist.
Das Äußere der Kirche ist bestimmt von der Hanglage, die sich für den Bau einer Krypta unter dem Altarraum anbot. Auch kommt damit die Außenansicht des Chorfensters gut zur Geltung. An südwestlicher Ecke steht ein Kirchturm, schlank und nach oben konisch schmaler werdend. Gegenüber ragt das Oktogon der Taufkapelle hervor. Dazwischen befindet sich der Vorhof, welcher zur Straße hin durch eine Mauer von Naturstein-Platten mit einem offenen Portikus eingefasst ist.

## Orgel

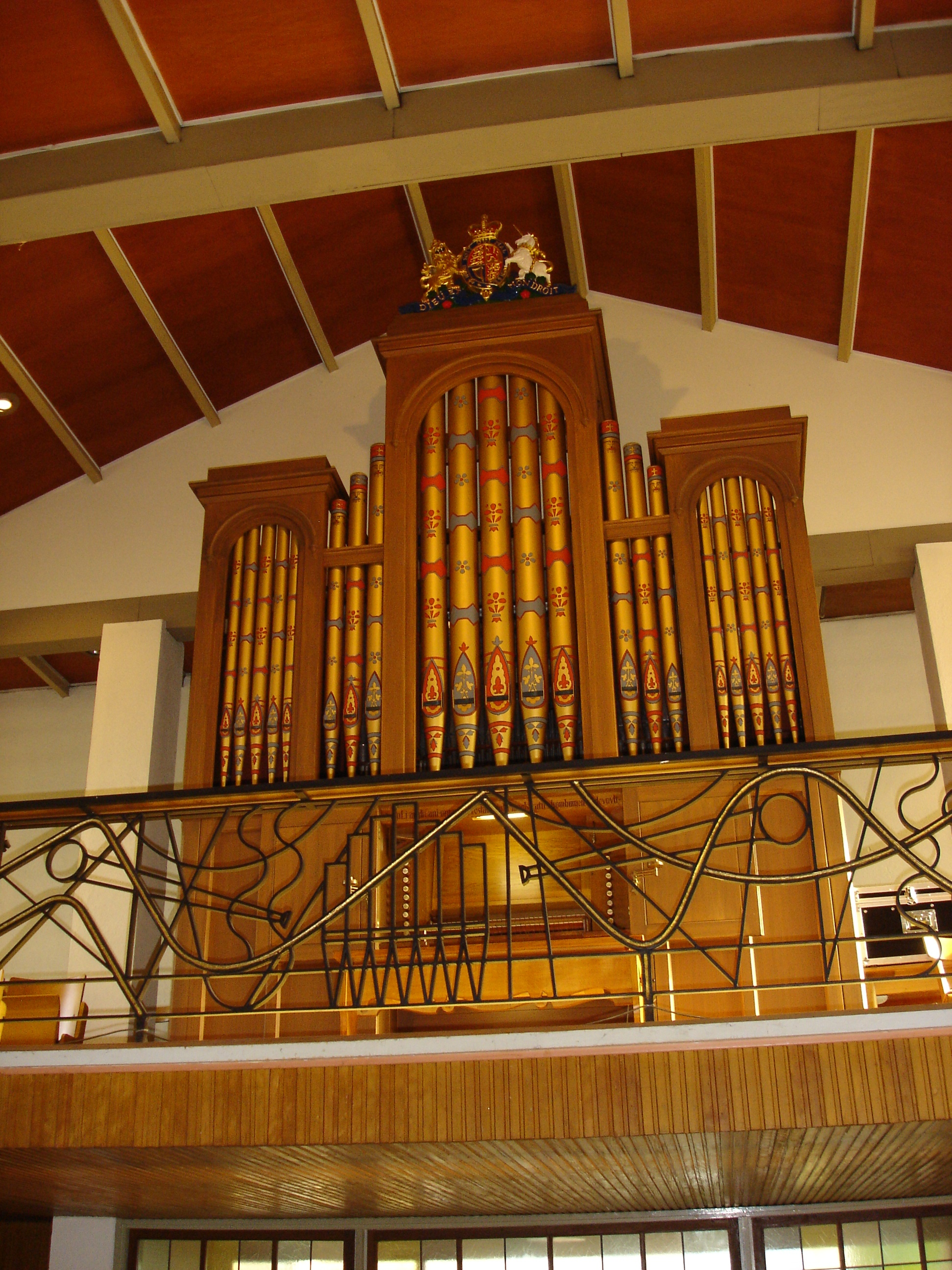
Restaurierte Orgel

Die Orgel ist ein englisches Werk mit mechanischer Traktur aus dem Jahr 1867. Ursprünglich wurde sie von der Firma J. W. Walker in London für die Englische Kirche in Bad Homburg gebaut, welche 1918 in den Besitz der Stadt überging. Zur Einweihung der Kirche schenkte der Magistrat der Gemeinde die frisch renovierte und optisch dem modernen Raum angepasste Orgel.
In den 90er Jahren wurden wieder größere Reparaturen fällig. Daraufhin wurde die ursprüngliche Erbauerfirma in England mit einer grundlegenden Restaurierung beauftragt. Nun wurde die Orgel nach den Originalplänen von 1867 sowohl technisch, als auch dekorativ in ihre ursprüngliche Form zurückgebracht. Durch die Anbringung des Wappens des Englischen Königshauses war die Orgel höher als der zur Verfügung stehende Raum auf der Empore der Kirche. Deshalb wurde das hintere Segment der Flachdecke der Kirche angehoben, um die Orgel aufstellen zu können. Die Restaurierung wurde mit dem Hessischen Denkmalschutzpreis 1995 ausgezeichnet. Es handelt sich um die einzig erhaltene englische Orgel des 19. Jahrhunderts auf europäischem Festland. Sie steht aus kultur- und ortsgeschichtlichen Gründen als Kulturdenkmal unter Denkmalschutz.

## Innenausstattung
Rechts neben dem Hauptportal ist der Grundstein in die Südfront der Kirche eingelassen. Er zeigt das Kreuz mit der Weinrebe und die Jahreszahl 1952. Darunter der Text aus dem ersten Römerbrief, Abs. 2 Vers 5: accedentes lapidem vivum [...] tamquam lapides vivi superaedificamini (lat. „Die ihr zu dem lebendigen Stein (Christus) herantretet, lasst euch als lebendige Steine auferbauen“) diese Worte von Petrus, dem ersten Papst, deuten uns den Sinn des Kirchenbaus: Das Gotteshaus ist ein Bild der Kirche.
Der Altarraum wird beherrscht von dem großen schweren steinernen Altar, der einige Stufen erhöht unter dem apokalyptischen Christus der Altarraumfenster steht. Er ist aus Lahnmarmor gefertigt und ist einer der ersten freistehenden Altäre, Jahre vor der Liturgie-Reform. Er findet seine Fortsetzung in der Kommunionbank, die aus dem gleichen Material gearbeitet ist und so den „Tisch des Herrn“ bildet. Links vom Altar steht die hohe fünfseitige Tabernakel-Stele aus Bronzeguss mit fünf Emaille-Arbeiten. Sie wurde 1986 von Egino Weinert aus Köln geschaffen und zeigt Bilder aus dem Leben Jesu.
Ebenfalls von Weinert stammen die zwei großen dreiflammigen Leuchter hinter dem Altar sowie die Sedilien für Priester und zwei Ministranten. Über dem Altar hängt ein kleines Bronzekreuz in steingeschmücktem Reif von Hein Pohlenz. Der rechts vorn stehende Bronze-Ambo in Form des Lebensbaumes – du hast Worte ewigen Lebens (Joh. 6/69) – stammt aus der Maria Laacher Kunstwerkstätte. Am Fuß des Ambos ist ein großer Bergkristall befestigt, Geschenk eines ehemaligen Ministranten, der ihn am Berg Sinai selbst gefunden hat.
Im Kirchenschiff, an der Stirnseite der Seitenschiffs, ist ein Ort der Marienverehrung errichtet, an dem zurzeit eine Kopie der „Hallgartener Madonna“ steht. Die 14 Tafeln des Kreuzwegs sind Keramikarbeiten von Franziska Lenz-Gerhard aus Ransbach und sind in grau, beige, braun, blau, den Farben der Kannebäcker Keramik gehalten.
Die Taufkapelle ist ein kleiner lichter Rundbau, der aus der Ostwand der Kirche nach außen herausragt und seinen Zugang rechts unter der Empore hat. In ihrer Mitte steht der Taufstein aus gebrannter Erde (Edgar Schmitt) und darüber die Taube (Christof Krause) als Symbol des Geistes.
Das Gitter der Emporenbrüstung ist wieder eine Arbeit von Egino Weinert. Die beiden äußeren Drittel mit den Symbolen zu Eucharistie sind etwas älter und dienten als Kommunionbänke in der Kirche von Nideggen in der Eifel. Das mittlere Drittel ergänzte Weinert für die neue Verwendung mit Symbolen der Kirchenmusik.